# Osservatorio Pierre Auger
L'osservatorio Pierre Auger (Pierre Auger Observatory) è un osservatorio internazionale di raggi cosmici, progettato per rivelare raggi cosmici ad altissima energia. I raggi cosmici sono particelle e nuclei che colpiscono la terra con energie che possono arrivare ad oltre 1020 eV (circa l'energia di una palla da tennis che viaggia a 80 km/h). Il flusso dei raggi cosmici è molto basso (a 1020 eV è stimabile in 1 per km² per secolo), per questo l'osservatorio Pierre Auger ha una superficie di rivelazione di circa 3000 km², grande cioè quasi come l'intera Valle d'Aosta. L'osservatorio si trova nella provincia di Mendoza, nell'Argentina dell'ovest, vicino alla città di Malargüe dove è situato il centro di controllo.
L'osservatorio, dedicato al fisico francese Pierre Victor Auger, fu proposto da James Cronin e Alan Watson nel 1992 e ha iniziato a prendere dati stabilmente nel 2004. Oggi oltre 500 fisici da quasi 100 istituti nel mondo collaborano all'osservatorio. L'Italia è presente nella collaborazione con 11 tra università e sezioni INFN ed INAF su tutto il territorio nazionale per un totale di circa 50 ricercatori.

## Scopi scientifici
Lo scopo dell'osservatorio Pierre Auger è studiare i raggi cosmici di altissima energia (indicativamente sopra i 1018 eV). Si spera che i dati da esso raccolti possano aiutare a risolvere alcuni punti ancora oscuri della fisica dei raggi cosmici, quali:
- Le sorgenti di tali raggi cosmici sono ancora sconosciute. Sono stati proposti vari modelli: secondo i più accettati i raggi cosmici sarebbero particelle accelerate da galassie attive oppure emesse durante eventi catastrofici come supernovae o i lampi gamma. Esistono anche modelli più esotici secondo i quali i raggi cosmici sono prodotti dal decadimento di particelle ancora ignote. Questa seconda classe di modelli è sfavorita dai dati raccolti fino ad oggi.
- La natura dei raggi cosmici di altissima energia: si sa che i raggi cosmici sono principalmente protoni o nuclei fino al ferro, ma conoscere in quale concentrazione questi nuclei pesanti sono presenti è importante ai fini degli studi sull'accelerazione e quindi sulle sorgenti dei raggi cosmici. Altra ricerca importante è quella per fotoni e neutrini di altissima energia che sono previsti da certi modelli.
- La propagazione dei raggi cosmici: secondo la teoria a queste energie i raggi cosmici interagiscono con la radiazione cosmica di fondo perdendo energia tramite l'effetto GZK. Per questo motivo, oltre una certa soglia (circa 5×1019 eV) si dovrebbe osservare un crollo drastico del flusso di raggi cosmici (chiamato cutoff GZK). Verificare sperimentalmente l'effettiva presenza di questo cutoff è uno degli scopi dell'osservatorio. Inoltre, i raggi cosmici, essendo principalmente particelle cariche, vengono deviate dai campi magnetici galattici e intergalattici. Studiando le direzioni di arrivo dei raggi cosmici è possibile trarre informazioni sull'entità e le caratteristiche di questi campi magnetici.
- Nel momento in cui i raggi cosmici interagiscono con l'atmosfera creano cascate di particelle secondarie, che sono quelle poi effettivamente rivelate dall'osservatorio Pierre Auger. Vista l'energia dei raggi cosmici primari tali collisioni avvengono ad energie nel centro di massa superiori a quelle raggiungibili dai più grandi acceleratori e quindi mai direttamente indagate della fisica delle alte energie. Lo studio di questi raggi cosmici è quindi importante anche per la fisica delle altissime energie.

## Caratteristiche tecniche

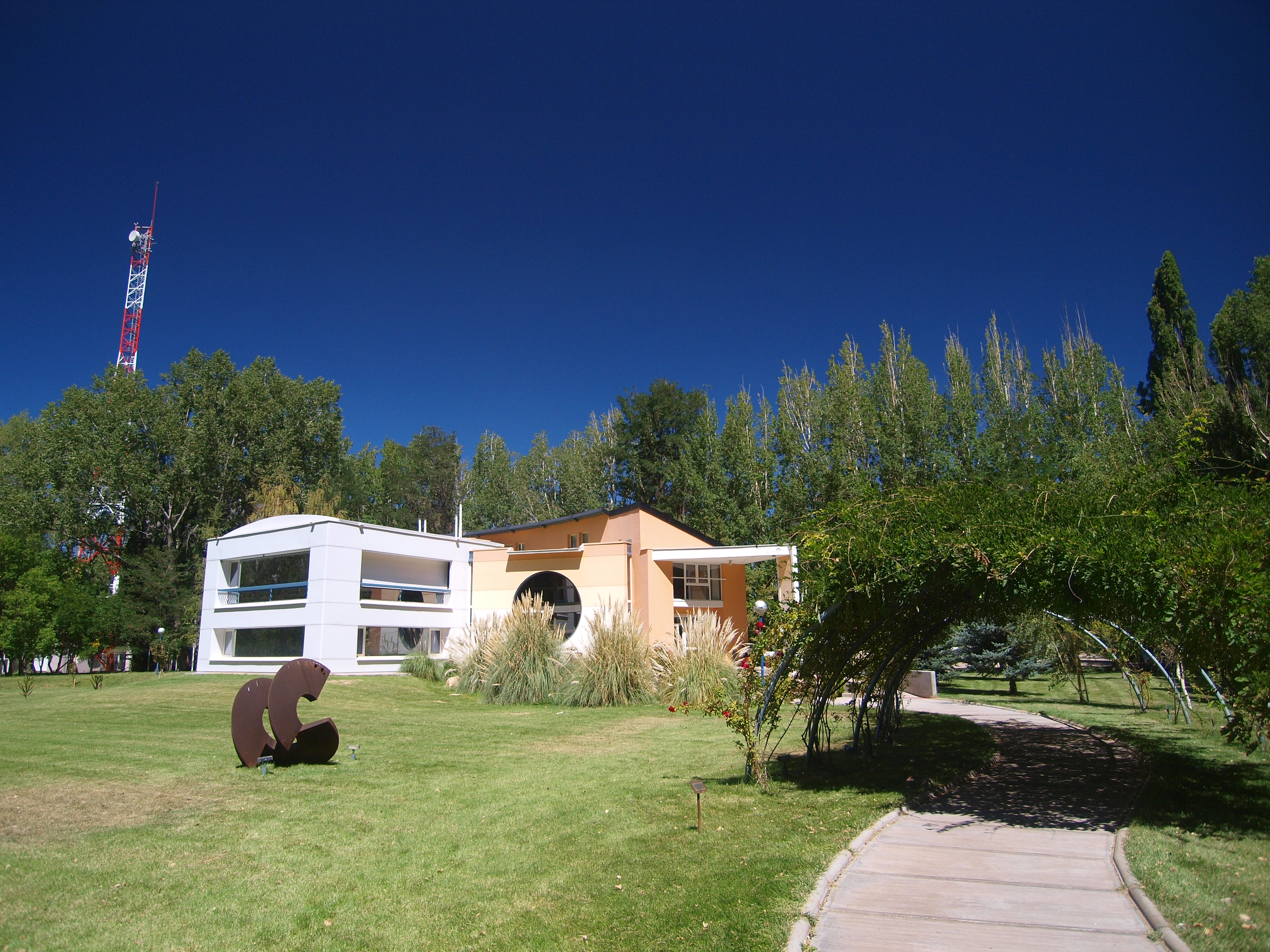
Il centro di controllo e manutenzione dell'osservatorio Pierre Auger, a Malargüe.

L'osservatorio ha iniziato a prendere dati stabilmente nel 2004 ed è stato definitivamente completato nel 2008. Dal 2003 è il più grande rivelatore di raggi cosmici di energia estrema nel mondo. L'osservatorio è costituito da due rivelatori distinti: un rivelatore di superficie (Surface Detector, SD) e un rivelatore di fluorescenza (Fluorescence Detector, FD) che operano in sinergia. L'osservatorio è quindi ibrido e il potere osservare lo stesso evento in due modi diversi permette di ridurre gli errori sistematici associati ai singoli rivelatori, riducendo così le incertezze in particolare sulla ricostruzione dell'energia.

### Rivelatore di superficie

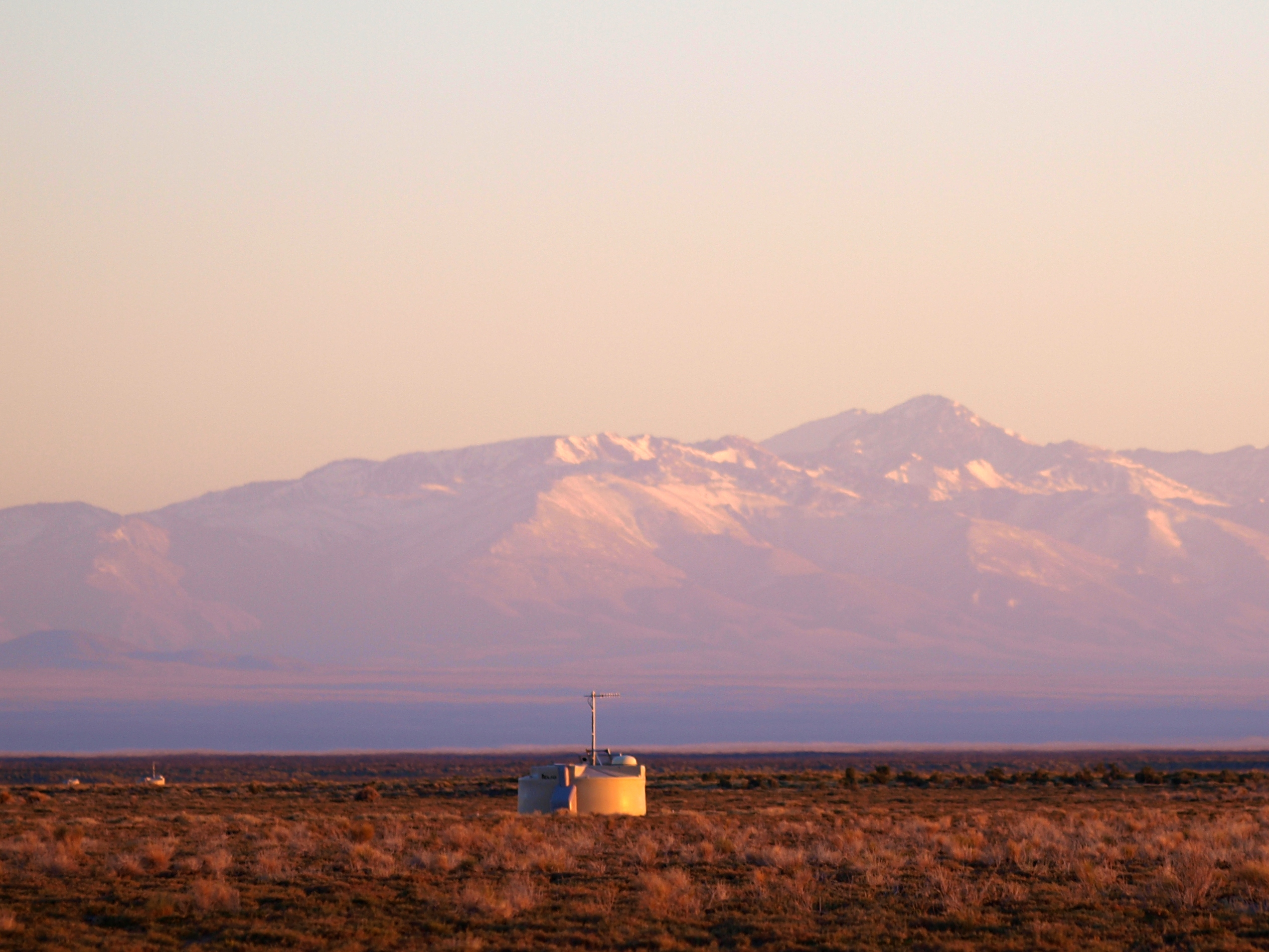
Tre delle stazioni del rivelatore di superficie dell'osservatorio Pierre Auger, perfettamente allineate verso le Ande, all'alba.

Il rivelatore di superficie dell'osservatorio è costituito da 1600 taniche d'acqua distribuiti su più di 3000 km² su di una griglia triangolare, in modo che ogni stazione sia distante circa 1,5 km dalle circostanti. Ogni tanica contiene 12 tonnellate di acqua ultrapura, scrutata da 3 fotomoltiplicatori. Quando una particella dello sciame secondario attraversa l'acqua genera luce per effetto Cherenkov, luce che viene quindi rilevata dai fotomoltiplicatori. Ogni stazione è dotata di un modulo GPS per consentire di calcolare con alta precisione il tempo di arrivo delle particelle. In questo modo, confrontando il segnale e il tempo di arrivo dello sciame in ogni stazione è possibile ricostruire la direzione di arrivo del raggio cosmico primario e la sua energia.

### Rivelatore di fluorescenza
Il cielo sopra l'intera area coperta dall'SD è osservato da 24 telescopi, suddivisi in 4 stazioni. Questi telescopi osservano la debole luce ultravioletta che viene emessa dagli atomi dell'atmosfera che vengono eccitati dalle particelle dello sciame. Essendo l'intensità della luce proporzionale al numero di particelle nello sciame è possibile studiarne il progredire nella discesa verso il suolo (il cosiddetto profilo longitudinale). Questa misura permette di accedere a due parametri fondamentali dello sciame: l'energia e il punto in cui viene raggiunto il massimo numero di particelle, quest'ultimo indicatore di quale tipo di particella era il raggio cosmico primario. Lo svantaggio del rivelatore di fluorescenza è il suo poter operare solo in chiare notti senza luna quindi non tutti gli eventi sono visti sia dal rivelatore di superficie sia dal rivelatore di fluorescenza.

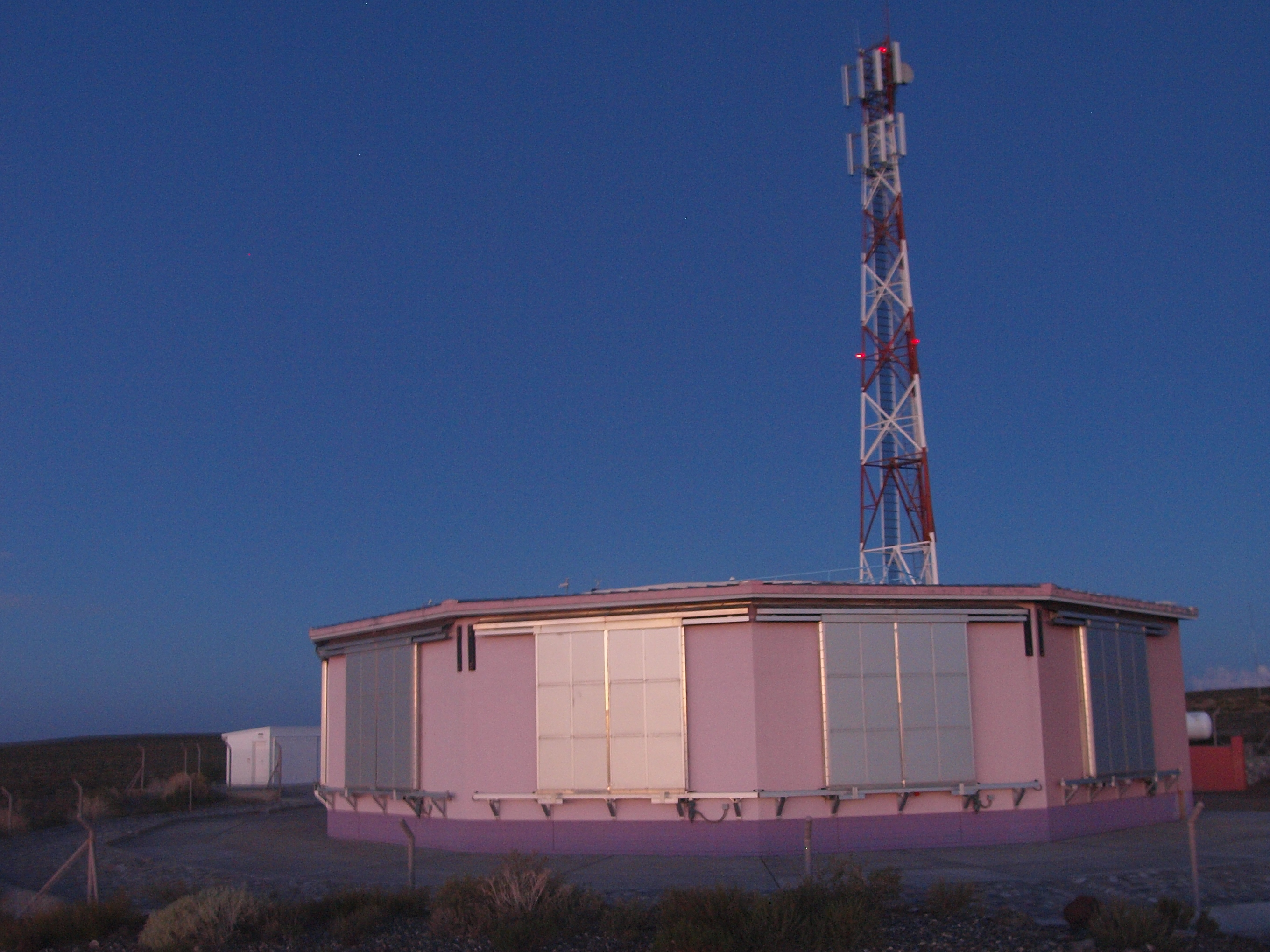
Uno dei 4 edifici contenenti i telescopi di fluorescenza (FD) dell'osservatorio Pierre Auger

### Upgrade e sviluppi futuri
L'osservatorio è in continuo sviluppo e recentemente è stato dotato di una zona dedicata alla rivelazione di raggi cosmici ad energia più bassa della minima raggiungibile dal rivelatore standard (3×1018 eV). Per raggiungere questo scopo al rivelatore di superficie sono state aggiunte nuove stazioni in una zona dell'array, rendendo così minore la spaziatura tra due stazioni adiacenti. La stessa zona è osservata da 3 nuovi telescopi di fluorescenza che guardano ad un'elevazione più alta di quelli del rivelatore di fluorescenza standard: gli sciami di più bassa energia si sviluppano infatti più in alta atmosfera e per questo è necessario guardare più in alto per osservarne il punto di massimo sviluppo. Sono in fase di realizzazione anche detector per rivelare l'emissione radio e microonde degli sciami: tali detector avrebbero alcune caratteristiche del rivelatore di fluorescenza abbinate però alla possibilità di operare anche di giorno. Ulteriori sforzi sono concentrati nello studio e nella realizzazione di upgrade dedicati all'identificazione del raggio cosmico primario. In questa categoria rientrano scintillatori interrati per rivelare muoni, RPC o segmentazione delle taniche per distinguere la componente muonica da quella elettronica dello sciame.

## Principali Risultati

### Spettro dei raggi cosmici
L'osservatorio ha pubblicato e aggiorna regolarmente con i nuovi dati i risultati sullo spettro dei raggi cosmici alle energie estreme. I dati confermano l'esistenza di una soppressione del flusso alle massime energie che può essere compatibile con il cutoff GZK. Inoltre ha studiato con precisione le zone di cambiamento di pendenza nello spettro di raggi cosmici.

### Distribuzione di arrivo dei raggi cosmici alle energie estreme
Nel 2007, la collaborazione ha pubblicato un articolo sulla rivista Science riportando una correlazione tra le direzioni di arrivo dei raggi cosmici di energia estrema (indicativamente, superiore a quella dei valori comunemente accettati per il GZK) e la posizione di AGN nel vicino universo. Nel 2010, con nuovi dati, questa correlazione è stata confermata anche se con un minore livello di confidenza. Dato che la distribuzione degli AGN nel vicino universo traccia la distribuzione di materia, il risultato è da considerarsi importante soprattutto in quanto indicazione di anisotropia di raggi cosmici, mentre non è possibile allo stato attuale affermare che gli AGN siano effettivamente le sorgenti dei medesimi, per quanto restino ottimi candidati. Più recentemente la collaborazione Pierre Auger   ha determinato con maggiore precisione l'origine extragalattica dei raggi cosmici con energie maggiori di 8 esaelettronvolt.

### Composizione dei raggi cosmici
La collaborazione Pierre Auger ha pubblicato recentemente il risultato di studi sulla composizione dei raggi cosmici tramite studio del punto di massimo sviluppo dello sciame, come osservato dal rivelatore di fluorescenza. Per quanto dipendenti dai modelli di interazioni adroniche ad alta energia (ricordiamo che queste energie non sono direttamente testabili dagli acceleratori e questi modelli sono quindi principalmente frutto di estrapolazioni) i risultati sembrano indicare la presenza di una transizione verso elementi pesanti alle alte energie. Questi studi saranno enormemente aiutati dagli upgrade del rivelatore indicati sopra.

### Misure di sezioni d'urto protone/aria ad alta energia
Studiando gli sciami prodotti dai raggi cosmici è possibile misurare le sezioni d'urto protone/aria ad energie più elevate di quelle raggiungibili dai più grandi acceleratori esistenti come LHC.

### Limiti superiori a fotoni e neutrini primari
Accanto a protoni e nuclei, una componente della radiazione cosmica primaria alle energie ultra elevate è costituita da fotoni e neutrini (in diverse frazioni in base ai modelli di origine proposti). La ricerca di fotoni e neutrini nella radiazione cosmica rappresenta perciò una parte fondamentale dello studio dei raggi cosmici nell'ottica di un approccio ”multimessaggero” affiancando e complementando lo studio delle particelle cariche. L'osservazione di fotoni e neutrini a energie estreme non è stata finora riportata. Limiti sulle frazioni e i flussi di fotoni e neutrini nei raggi cosmici primari sono stati derivati e pubblicati in. I limiti riportati sfavoriscono nettamente i modelli esotici a favore di scenari astrofisici per l'origine delle particelle più energetiche dell'universo.

### Studi atmosferici
Dovendo tenere sotto stretto controllo le caratteristiche dell'atmosfera per interpretare correttamente i dati ottenuti tramite i telescopi di fluorescenza, la collaborazione ha prodotto anche interessanti risultati riguardanti la fisica dell'atmosfera. Interessanti studi sono dedicati a fenomeni atmosferici esotici come i cosiddetti Elves.